# Ferenc Herczeg
Ferenc Herczeg, nome di battesimo Franz Herzog (Versec, 22 settembre 1863 – Budapest, 24 febbraio 1954), è stato uno scrittore ungherese.

## Biografia
Di origine tedesca, studiò al ginnasio di Seghedino e all'Università di Budapest nella facoltà di giurisprudenza.
Tradizionalista e conservatore, si rivolse ai gusti e alle idee della borghesia con la sua rivista letteraria Új Idők ("Tempi nuovi"), fondata nel 1895. Ebbe grande notorietà per i suoi romanzi storici (I pagani, 1902; Il corriere della regina, 1909; I sette svevi, 1916; Luna calante, 1922; Bianchi e rossi, 1930; La casa gotica, 1939) e per i suoi drammi: Bisanzio (1904), in cui descrisse le conseguenze del disfacimento della classe conservatrice e del drammatico destino della sua nazione; La volpe azzurra (1917), che si rifà al teatro occidentale d'ispirazione psicologica; Il cavaliere nero (1919); L'ultimo ballo (1932); Il miracolo (1933).

## Filmografia
Molti dei suoi lavori fin dagli anni dieci furono adattati per lo schermo:
La filmografia è completa.
- The Seven Sisters, regia di Sidney Olcott (1915)
- Az ezredes, regia di Michael Curtiz (con il nome Mihály Kertész) (1917)
- Erotikon, regia di Mauritz Stiller - da A Kék róka (1920)
- Gyurkovicsarna, regia di John W. Brunius (1920)
- Rákóczi induló, regia di Steve Sekely (1933)
- Rakoczy-Marsch, regia di Gustav Fröhlich e Steve Sekely (1933)
- Szenzáció, regia di Steve Sekely e Ladislao Vajda (1936)
- Pogányok, regia di Emil Martonffi (1937)
- La volpe azzurra (Der Blaufuchs), regia di Viktor Tourjansky - da A Kék róka (1938)
- Pattuglia d'amore (Gyurkovics fiúk), regia di Dezső Ákos Hamza (1941)
- L'ultimo ballo, regia di Camillo Mastrocinque (1941)
- Sirius cavalcata fra due mondi (Szíriusz), regia di Dezső Ákos Hamza (1942)
- Sette ragazze innamorate (Seven Sweethearts), regia di Frank Borzage (1942)
- A láp virága, regia di Dezső Ákos Hamza (1943)
- Herczeg Ferenc: A harmadik testör, regia di Imre Mihályfi film tv (1995)